# Yelena Chályj
Yelena Valérievna Chályj (en ruso: Елена Валерьевна Чалых; Rubtsovsk, 25 de marzo de 1974) es una deportista rusa que compitió en ciclismo en las modalidades de pista y ruta. Hasta 2010 compitió por su país natal y después por Azerbaiyán.
Ganó tres medallas de bronce en el Campeonato Mundial de Ciclismo en Pista entre los años 2000 y 2004, y dos medallas en el Campeonato Europeo de Ómnium, en los años 2003 y 2008.
Participó en dos Juegos Olímpicos de Verano, ocupando el séptimo lugar en Atenas 2004 en la prueba de persecución individual y el vigésimo en Londres 2012 en la contrarreloj de carretera.

## Medallero internacional
| Campeonato Mundial | Campeonato Mundial        | Campeonato Mundial | Campeonato Mundial     |
| Año                | Lugar                     | Medalla            | Competición            |
| ------------------ | ------------------------- | ------------------ | ---------------------- |
| 2000               | Mánchester ( Reino Unido) | Medalla de bronce  | Persecución individual |
| 2001               | Amberes ( Bélgica)        | Medalla de bronce  | Persecución individual |
| 2004               | Melbourne ( Australia)    | Medalla de bronce  | Persecución individual |
| Campeonato Europeo |                           |                    |                        |
| Año                | Lugar                     | Medalla            | Competición            |
| 2003               | Moscú ( Rusia)            | Medalla de plata   | Ómnium                 |
| 2008               | Alkmaar ( Países Bajos)   | Medalla de oro     | Ómnium                 |

1. 1 2  Campeonato Europeo realizado sólo para la disciplina de ómnium.